# Parafia Ikony Matki Bożej „Życiodajne Źródło” w Liège
Parafia Ikony Matki Bożej „Życiodajne Źródło” – prawosławna, etnicznie rosyjska parafia w Liège, w dzielnicy Seraing. 
Parafia działa od 29 października 2006, kiedy pierwszą Świętą Liturgię w Liège odprawił arcybiskup belgijski Szymon (Iszunin). Starania o powołanie parafii i otwarcie cerkwi były prowadzone już od 1991. Funkcję cerkwi parafialnej spełnia wykupiony w 2006 budynek mieszkalny. Językiem liturgicznym parafii jest cerkiewnosłowiański.